# حسن‌بیگ روملو
حسن بیگ روملو (تولد ۹۳۷ ق. /۹۰۹ خ. در قم - وفات احتمالاً ۹۸۵ ق. /۹۵۶ خ. در قزوین؟) تاریخ‌نگار و سپاهی ایرانی عهد شاه تهماسب یکم صفوی است که کتاب ارزشمند احسن‌التواریخ را نگارش کرده‌است.
وی که خود را حسن روملو یا حسن نبیرهٔ امیر سلطان روملو معرفی کرده‌است از خاندان روملو بود که به تصریح خودش در سال ۹۳۷ ق. /۹۰۹ خ. در قم به دنیا آمده‌است.
حسن روملو در دوران کودکی به تحصیل پرداخت و از جوانی وارد سپاه صفوی شد و در جنگها دلاوری بسیاری نشان داد و خود او در چندین جا به جنگهایی که با گرجیان کرده، اشاره می‌کند. مثلاً در سال ۹۵۳ قمری/۹۲۵ خورشیدی که شاه تهماسب به گرجستان یورش برد، حسن روملو جزو سپاهیان بوده‌است و چنین می‌نویسد: «راقم حروف حسن نبیرهٔ امیر سلطان روملو، با جمعی از قورچیان روملو و چپنی با فوجی از گبران بی‌ایمان [یعنی گرجی‌های مسیحی] دچار گشته، این کمینه به اتفاق شاه‌قلی نام -قورچی چپنی- حمله کردیم ایشان را متفرق ساخته و جمعی را مجروح و بی‌روح کرده، اسیر چند گرفته معاودت نمودیم.»
حسن بیک از افسران سپاه طهماسبی بود و با درجهٔ سلطانی، سمت قورچی‌گری داشت و به سبب مقام و مرتبه‌ای که داشت از او به عنوان «بیگ» یاد می‌شود. اسکندر بیگ ترکمان چند بار از وی با عنوان «مورخ» یاد کرده‌است و گویا در سال ۹۴۸ ه‍. ق در جنگ دزفول به این دلیل همراه شاه طهماسب بود که وقایع را ثبت کند. وی مؤلف کتاب باارزش احسن التواریخ در دو قسمت است که قسمت اول آن با رویدادهای سال ۸۰۷ ه‍. ق آغاز سلطنت شاهرخ شروع شده و قسمت دوم که هم‌اکنون چاپ نشده‌است به حوادث سال ۹۸۵، سال جلوس سلطان محمد خدابنده پایان می‌پذیرد، وی این کتاب را به نام شاه اسماعیل دوم، پسر شاه طهماسب نوشته‌است.
پایان زندگی حسن بیک روملو روشن نیست. وقایع کتاب احسن‌التواریخ را تا سال ۹۸۵ ق. /۹۵۶ خ. یعنی سال کشته شدن شاه اسماعیل دوم و آغاز پادشاهی شاه محمد خدابنده آورده و ناگهان مطالب کتاب قطع شده‌است. شاید حسن روملو در این سال فوت کرده یا توسط اطرافیان شاه جدید به قتل رسیده‌است.